# یفرسون سوتلدو
یفرسون سوتلدو (اسپانیایی: Yeferson Soteldo‎؛ زادهٔ ۳۰ ژوئن ۱۹۹۷) بازیکن فوتبال اهل ونزوئلا است.

## تیم ملی
وی همچنین در تیم‌های ملی فوتبال زیر ۲۰ سال ونزوئلا، زیر ۲۳ سال ونزوئلا، و ونزوئلا بازی کرده‌است.